# Палаш (зенитный ракетно-артиллерийский комплекс)

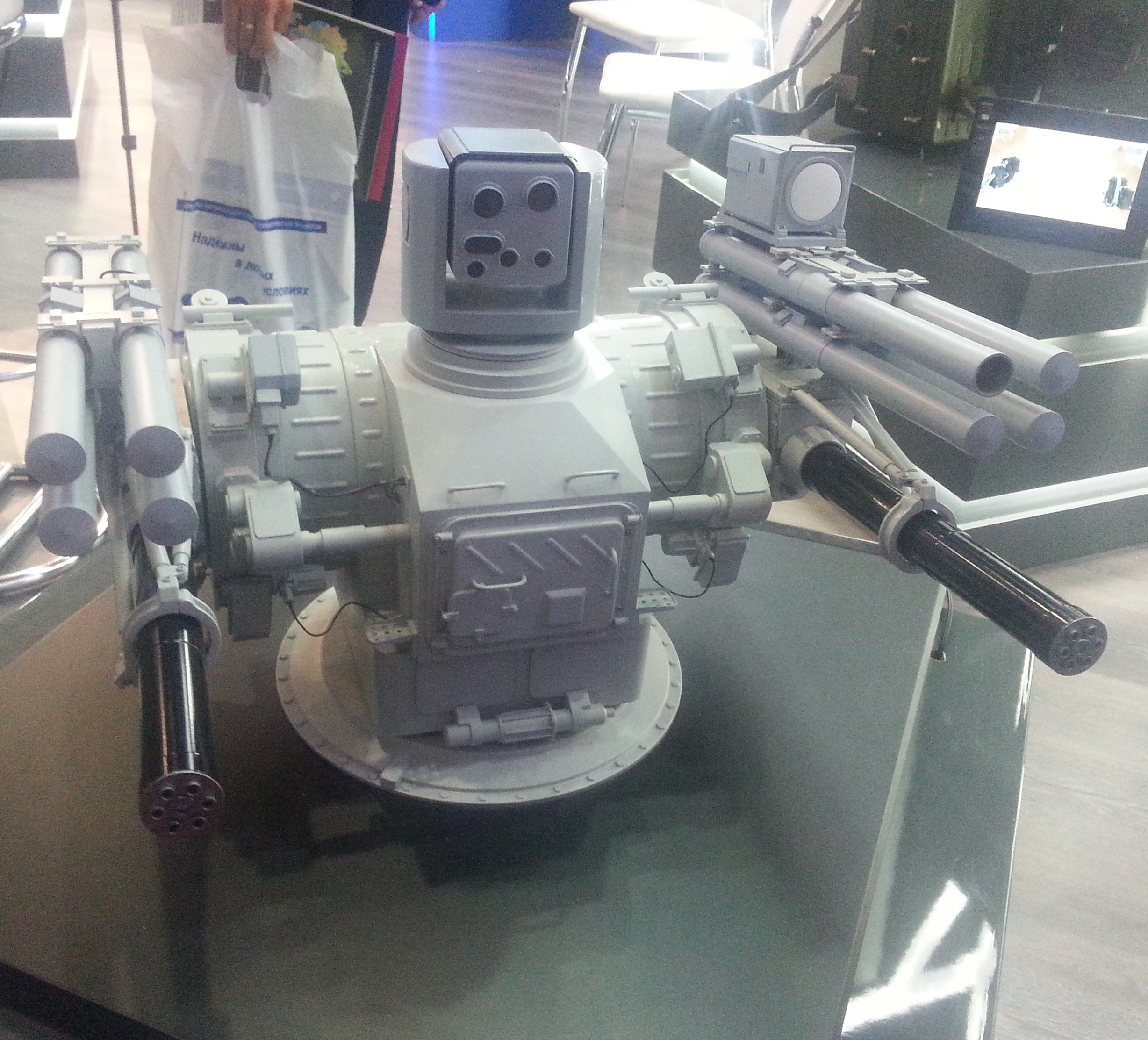
Макет ЗРАК «Пальма» с ракетами Сосна-РА.

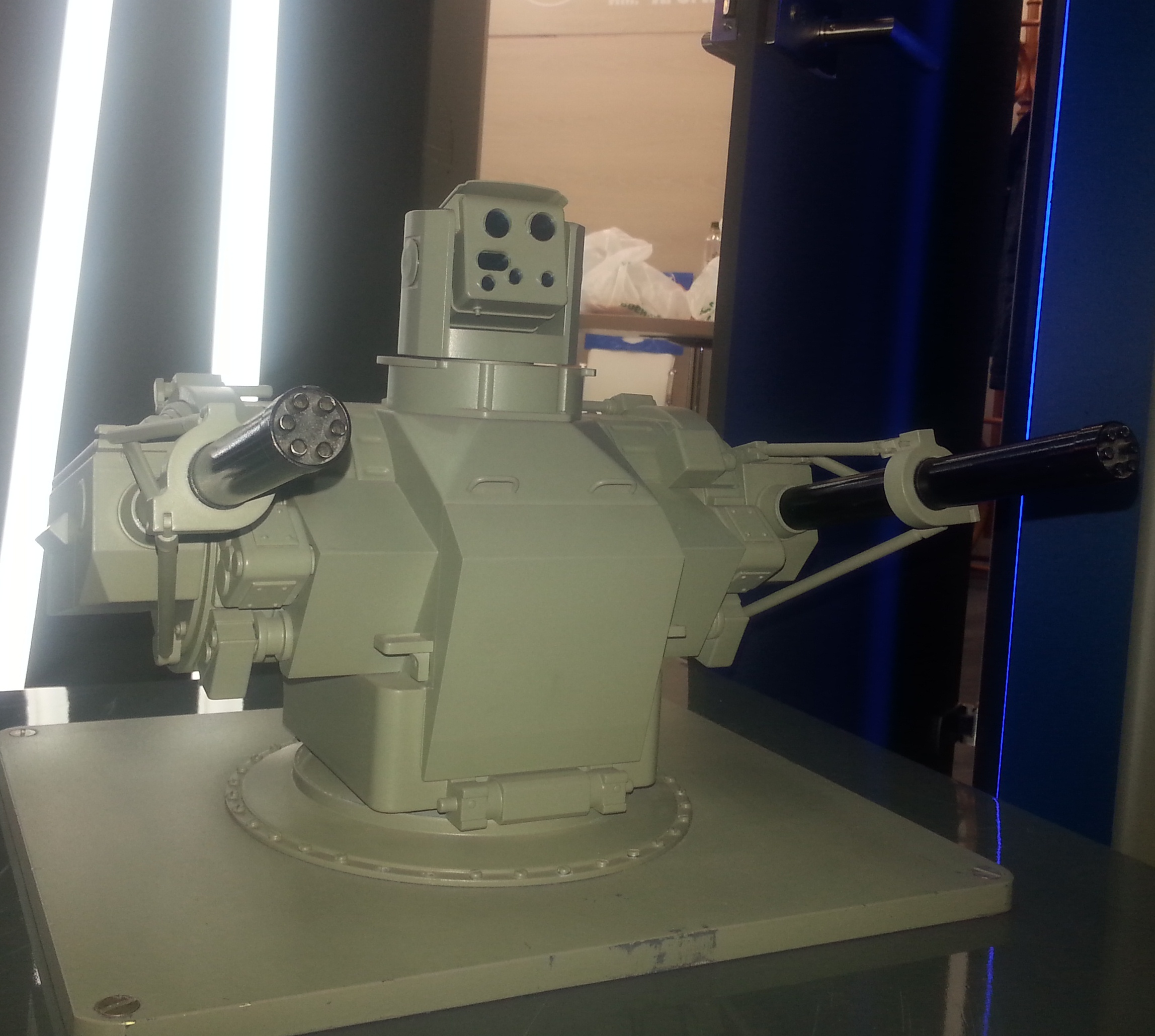
Макет ЗАК «Палаш» в версии для ВМФ России.

3М89 «Палаш» (экспортный вариант «Пальма») — российский корабельный 30 мм автоматический зенитный ракетно-артиллерийский комплекс (ЗАК / ЗРАК) с двумя шестиствольными вращающимися орудиями АО-18КД, предназначенный для обороны кораблей и стационарных объектов от высокоточного оружия (противокорабельные ракеты), воздушных целей (самолёты, вертолёты), а также для обстрела малоразмерных морских и наземных целей.
3М89 как морской автоматизированный зенитный ракетно-артиллерийский комплекс ближнего рубежа обороны, разработанный «конструкторским бюро (КБ) Точмаш», состоит на вооружении ВМФ ВС России, в том числе корветов проекта 11611 и фрегатов проекта 22350. ЗАК «Палаш» состоящий на вооружении ВМФ России не имеет ракетного оружия, поскольку изначально должен был входить в состав зенитной ракетно-артиллерийской системы «Полимент-Редут». Однако, в экспортном варианте (ЗРАК «Пальма»), для кораблей водоизмещением до 500 тонн, предусмотрена комплектация ракетами «Сосна-Р».

## Назначение
Морской ЗАК «Палаш» предназначен для создания сплошной эшелонированной системы противовоздушной обороны надводных кораблей водоизмещением более 500 тонн на дальности до 4 — 5 км. Масса боевого модуля ЗАК «Палаш» (с полным боекомплектом) — 7,5 тонны, антенного поста — около 3,5 тонны.
ЗРАК «Пальма» аналогичен модулю от ЗРК «Сосна», имеющему в своем составе всесуточную помехоустойчивую оптико-электронной систему (ОЭС), автономно автоматически обнаруживающую цели в режиме предварительного внешнего целеуказания («Сосна» создавался как глубокая модернизация ЗРК «Стрела-10»). Отличительные особенности новой версии: увеличена дальность выстрела — с 5 до 10 километров и высота — с 3,5 до 5 километров). Комплекс имеет полную автоматизацию боевой работы от обнаружения до поражения цели. Используются ракеты «Сосна-Р». Если сравнивать с зарубежными системами, то условные аналоги «Сосны» —FIM-92 Stinger и Misral. Разница в типе ракет.

## Носители
Зенитный [ракетно-]артиллерийский комплекс «Палаш/Пальма» установлен на:
- фрегатах проекта 22350 (по 2 ЗАК);
- корветах проекта 11661Э «Гепард 3.9» (по 1 ЗРАК);
- корвете «Дагестан» проекта 11661К (1 ЗАК);
- ракетном катере «Р-60» проекта 12411 (1 ЗРАК).